# Ángeles S.A.
Ángeles S.A. es una película española de 2007 estrenada el 21 de diciembre de 2007 en cines, protagonizada por la cantante española María Isabel, del género comedia musical, dirigida por Eduard Bosch. 
La película se lanzó al mercado el 9 de julio de 2008 en tres ediciones: la película normal, la edición para alquiler y otra junto a otro DVD con extras llamada "Ángeles S.A. Edición Especial". 
El 5 de enero de 2010 salió a la venta en Francia bajo el título de "Angels" cambiando el logotipo del título original. La versión en francés se grabó en 2008 en Barcelona en los estudios Sony. Las voces principales fueron dobladas por Solène Merlant y Alice de La Guéronnière.

## Argumento
Una niña, María Isabel, hace una prueba para el festival de la escuela y resulta seleccionada, pero su padre tiene que irse el mismo día de viaje a China para la venta de angelitos. En el viaje en avión sufre un accidente y muere. Sin embargo, su angelito se encarna dentro del cuerpo del profesor de música de  María Isabel, el cual también sufrió un accidente de coche y así se convierte en ángel de la guarda de su hija.
Pero las cosas cambian, cuando se entera de que su mujer se va a casar con su enemigo; a María Isabel no le gusta la idea y se escapa de casa, pero su padre va a buscarla y la encuentra en el colegio. Más adelante, la madre de María Isabel queda con su pareja para cenar y el profesor hace de canguro de Dani, el hermano pequeño de María Isabel; durante el transcurso de la velada el novio le dice que se tiene que ir de viaje pero a ella no le gusta la idea y decide romper la relación. Tras reflexionar, aquel le dice que no se va de viaje porque lo más importante es ella y su familia. Así llega el día del festival y María Isabel se queda en su cuarto porque no quiere ir, pero un ángel va a buscarla para que pueda cantar el tema que había compuesto para su padre ya que Jeniffer, su enemiga, no puede cantar porque le han entrado ataques de gases por culpa de un vaso encantado que le ha puesto un ángel con unos polvitos mágicos para que no pueda cantar y le salgan gases. María Isabel finalmente interpreta dicha canción, al término de la cual se le aparece su padre y se despide de ella. María Isabel acepta al novio de su madre como padre y se convierten en una familia feliz.

## Reparto
| Intérprete         | Personaje           |
| ------------------ | ------------------- |
| María Isabel López | María Isabel        |
| Carmela Quijano    | Jennifer            |
| Silvia Marsó       | Julia               |
| Anabel Alonso      | Simona              |
| Óscar Casas        | Dani                |
| Pablo Carbonell    | Carlos              |
| Juanjo Pardo       | Luis                |
| Jimmy Barnatán     | Trueno              |
| Darío Paso         | Relámpago           |
| Lloll Bertran      | Directora colegio   |
| Ricard Borrás      | Jefe de estudios    |
| Juan Mandli        | Presidente compañía |
| Victoria dal Vera  | Secretaria          |
| José Luis Torrijo  | Manuel              |
| Alberto Rubio      | Ejecutivo           |
| Joshean Mauleón    | Manuel              |
| Isabel Ayúcar      | Sra. Avión          |
| Vanessa Bravo      | Esther              |
| Alba Hernaiz       | Elena               |
| Estefanía Martínez | Ángel               |

## Lista de banda sonora
1. Mis Ojos Caramelo
2. Angelitos Buenos
3. En Este Instante
4. El Mundo Al Revés
5. Cuando No Estás
6. Entre Montañas
7. Baila A Mi Vera
8. Dime Por Qué
9. Angelitos
10. Cuando No Estás (Instrumental)
11. El Mundo Al Revés (Instrumental)
12. Angelitos Buenos (Instrumental)

## Ediciones
- Ángeles S.A. (Película normal con un DVD). Fecha de lanzamiento: 9 de julio de 2008
- Ángeles S.A. (Edición para alquiler). Fecha de lanzamiento: 9 de julio de 2008
- Ángeles S.A. (Edición especial 2 DVDs). Fecha de lanzamiento: 9 de julio de 2008
- Angels (Edición Francesa). Fecha de lanzamiento: 5 de enero de 2010

## Premios
La película fue ganadora de un premio en el Festival Internacional de Cine de Guadalajara en la categoría "Espectadores del futuro" que se celebra cada año en Guadalajara, México.

## Conclusión sobre "Ángeles S.A."
"Ángeles S.A." es una película española de comedia musical que combina elementos fantásticos con una trama familiar y conmovedora. Dirigida a un público infantil y juvenil, la cinta cuenta la historia de María Isabel, una niña que debe afrontar la pérdida de su padre y encuentra consuelo en la música y en la figura de un ángel de la guarda muy particular.
Los puntos clave de la película son:
- Un mensaje positivo: La película transmite valores como la familia, la amistad, la superación y la importancia de seguir adelante a pesar de las dificultades.
- Música y canciones pegadizas: La banda sonora original, interpretada en gran parte por la protagonista María Isabel, es una parte fundamental de la película y contribuye a crear un ambiente alegre y optimista.
- Un elenco de actores reconocidos: La película cuenta con la participación de actores españoles muy conocidos, lo que la convierte en una opción atractiva para un público amplio.
- Éxito comercial: "Ángeles S.A." tuvo un buen recibimiento por parte del público y se convirtió en un éxito comercial, tanto en España como en otros países como Francia.
- Reconocimiento: La película fue galardonada en el Festival Internacional de Cine de Guadalajara, lo que demuestra su calidad y su capacidad para conectar con el público infantil.

En resumen, "Ángeles S.A." es una película que combina elementos de fantasía, comedia y drama para contar una historia conmovedora y llena de esperanza. Su mensaje positivo y su banda sonora pegadiza la convierten en una opción ideal para disfrutar en familia.
1. ↑  «pelicula angeles s.a - Buscar con Google». www.google.com. Consultado el 31 de octubre de 2024.